# 고비로동자구
고비로동자구(高飛勞動者區)는 조선민주주의인민공화국 평양직할시 서쪽에 있는 로동자구이다.

## 역사
광복 전에는 평안남도 강동군의 원탄면 소재지였다. 1983년 3월에 평양직할시에 편입되었다. 원래는 작은 농촌에 불과했지만 석탄이 채굴되면서 발전하기 시작하였다. 

## 지리
이곳에는 고비산(248m) 등 낮은 산과 구릉이 분포해 있다. 북쪽은 평야이고 대동강 유역에는 훈암섬이 있다. 

## 교통 및 산업
철도가 삼청리에서 립석역까지 놓여 있다. 배를 이용하여 미림갑문과 봉화갑문으로 갈 수 있다.